# توني كار
توني كار (بالإنجليزية: Tony Carr)‏ (5 سبتمبر 1950 في المملكة المتحدة - ) هو لاعب كرة قدم بريطاني في مركز الهجوم. لعب مع نادي بارنت ووست هام يونايتد.